# Monster 4x4 3D
Monster 4x4 3D è un videogioco di guida sviluppato, pubblicato e distribuito dalla Ubisoft per Nintendo 3DS l'8 giugno 2012 in Europa ed il 14 giugno 2012 in Australia.